# Élections municipales de 2014 dans la Haute-Vienne
Les élections municipales en Haute-Vienne se sont déroulées les 23 et 30 mars 2014.

## Maires sortants et maires élus
Le scrutin est marqué par quelques changements notables. Limoges, chef-lieu du département détenu par la gauche depuis 1944, passe à droite. Elle cède Aixe-sur-Vienne et Bellac, mais confirme sa position majoritaire avec les gains de Nantiat, Peyrat-de-Bellac, Razès, Saint-Léonard-du-Noblat, Saint-Paul et Séreilhac. Les communistes et leurs alliés de l'ADS connaissent un bilan mitigé : gain d'Ambazac et maintien dans toutes les mairies sortantes excepté Châteauneuf-la-Forêt, remportée par un divers gauche. La droite continue de perdre du terrain avec des revers à Coussac-Bonneval face à la gauche puis Oradour-sur-Glane contre un candidat sans étiquette. L'UDI conserve Couzeix. 
| Commune                    | Population | Maire sortant               | Parti | Parti | Maire élu                | Parti | Parti |
| -------------------------- | ---------- | --------------------------- | ----- | ----- | ------------------------ | ----- | ----- |
| Aixe-sur-Vienne            | 5 488      | Daniel Nouaille             |       | PS    | René Arnaud              |       | DVD   |
| Ambazac                    | 5 555      | Élisabeth Maciejowski       |       | PS    | Josette Libert           |       | PCF   |
| Arnac-la-Poste             | 1 014      | Jean-Pierre Drieux          |       | ADS   | Mariane Deverines        |       | ADS   |
| Bellac                     | 4 259      | Jean-Michel Doumeix         |       | PS    | Corine Hourcade-Hatte    |       | SE    |
| Bessines-sur-Gartempe      | 2 833      | Andréa Brouille             |       | PS    | Andréa Brouille          |       | PS    |
| Boisseuil                  | 2 731      | Jean-Louis Nouhaud          |       | PS    | Jean-Louis Nouhaud       |       | PS    |
| Bonnac-la-Côte             | 1 587      | Claude Brunaud              |       | PS    | Claude Brunaud           |       | PS    |
| Bosmie-l'Aiguille          | 2 356      | Maurice Leboutet            |       | PS    | Maurice Leboutet         |       | PS    |
| Bussière-Galant            | 1 385      | Martine Beylot              |       | PCF   | Emmanuel Dexet           |       | PCF   |
| Chaillac-sur-Vienne        | 1 165      | Jean-Pierre Granet          |       | DVD   | Jean-Pierre Granet       |       | DVD   |
| Châlus                     | 1 615      | Alain Brézaudy              |       | DVD   | Alain Brézaudy           |       | DVD   |
| Chaptelat                  | 1 880      | Stéphane Cambou             |       | PS    | Julie Lenfant            |       | PS    |
| Châteauneuf-la-Forêt       | 1 640      | Marc Montaudon              |       | PCF   | Jean Bariaud             |       | DVG   |
| Châteauponsac              | 2 121      | Gérard Rumeau               |       | DVD   | Gérard Rumeau            |       | DVD   |
| Cognac-la-Forêt            | 1 022      | Christian Vignerie          |       | DVG   | Christian Vignerie       |       | DVG   |
| Compreignac                | 1 746      | Jacques Pleinevert          |       | PS    | Jacques Pleinevert       |       | PS    |
| Condat-sur-Vienne          | 4 747      | Bruno Genest                |       | DVG   | Bruno Genest             |       | DVG   |
| Coussac-Bonneval           | 1 330      | Guy Fureleau                |       | DVD   | Philippe Sudrat          |       | DVG   |
| Couzeix                    | 8 481      | Jean-Marc Gabouty           |       | UDI   | Jean-Marc Gabouty        |       | UDI   |
| Cussac                     | 1 222      | Guy Desplas                 |       | DVD   | Luc Gabette              |       | DVD   |
| Eyjeaux                    | 1 198      | Gérard Picherit             |       | PS    | Jacques Roux             |       | DVG   |
| Eymoutiers                 | 2 046      | Daniel Perducat             |       | PS    | Daniel Perducat          |       | PS    |
| Feytiat                    | 6 004      | Gaston Chassain             |       | PS    | Gaston Chassain          |       | PS    |
| Flavignac                  | 1 037      | Claudine Pradier            |       | PS    | Christian Desroche       |       | PS    |
| Isle                       | 7 508      | Gilles Bégout               |       | DVG   | Gilles Bégout            |       | DVG   |
| Jourgnac                   | 1 028      | Olivier Lerenard            |       | PS    | Olivier Lerenard         |       | PS    |
| Ladignac-le-Long           | 1 134      | Bernard Madore              |       | DVG   | Delphine Perrier-Gay     |       | DVG   |
| Le Dorat                   | 1 753      | Philippe Jardel             |       | DVD   | Bernard Magnin           |       | DVD   |
| Le Palais-sur-Vienne       | 6 029      | Isabelle Briquet            |       | PS    | Isabelle Briquet         |       | PS    |
| Le Vigen                   | 2 048      | Jeanne-Marie Leybros        |       | DVD   | Jean-Claude Chaconie     |       | DVD   |
| Limoges                    | 137 758    | Alain Rodet                 |       | PS    | Émile-Roger Lombertie    |       | UMP   |
| Linards                    | 1 098      | Jean-Claude Sautour         |       | DVG   | Jean-Claude Sautour      |       | DVG   |
| Magnac-Bourg               | 1 124      | Charles Bezot               |       | SE    | Charles Bezot            |       | SE    |
| Magnac-Laval               | 1 815      | Jean-Bernard Jarry          |       | DVG   | Jean-Bernard Jarry       |       | DVG   |
| Nantiat                    | 1 577      | Jean Desvignes              |       | DVD   | Daniel Perrot            |       | PS    |
| Nexon                      | 2 476      | Liliane Jamin               |       | PS    | Fabrice Gerville-Reache  |       | PS    |
| Nieul                      | 1 616      | Claude Rebeyrotte           |       | MRC   | Béatrice Tricard         |       | PS    |
| Oradour-sur-Glane          | 2 325      | Raymond Frugier             |       | DVD   | Philippe Lacroix         |       | SE    |
| Oradour-sur-Vayres         | 1 522      | Guy Ratinaud                |       | DVG   | Guy Ratinaud             |       | DVG   |
| Panazol                    | 10 417     | Jean-Paul Duret             |       | DVG   | Jean-Paul Duret          |       | PS    |
| Peyrat-de-Bellac           | 1 118      | Claude Chabroux             |       | SE    | Martine Fredaigue-Poupon |       | DVG   |
| Peyrilhac                  | 1 218      | Didier Rateau               |       | DVG   | Claude Compain           |       | DVG   |
| Pierre-Buffière            | 1 156      | Stéphane Patier             |       | DVG   | Stéphane Patier          |       | DVG   |
| Razès                      | 1 134      | Jacky Coulaud-Dutheil       |       | SE    | Jean-Marc Legay          |       | PS    |
| Rilhac-Rancon              | 4 313      | Roland Izard                |       | PS    | Annick Chadoin           |       | DVG   |
| Rochechouart               | 3 778      | Jean-Marie Rougier          |       | PS    | Jean-Marie Rougier       |       | PS    |
| Saint-Brice-sur-Vienne     | 1 599      | Sylvie Tuyéras              |       | DVG   | Sylvie Tuyéras           |       | DVG   |
| Saint-Gence                | 2 035      | Alain Delhoume              |       | PS    | Alain Delhoume           |       | PS    |
| Saint-Germain-les-Belles   | 1 165      | Marc Ditlecadet             |       | DVG   | Marc Ditlecadet          |       | DVG   |
| Saint-Jouvent              | 1 627      | Jean-Jacques Faucher        |       | PS    | Jean-Jacques Faucher     |       | PS    |
| Saint-Junien               | 11 506     | Pierre Allard               |       | ADS   | Pierre Allard            |       | ADS   |
| Saint-Just-le-Martel       | 2 541      | Gérard Vandenbroucke        |       | PS    | Gérard Vandenbroucke     |       | PS    |
| Saint-Laurent-sur-Gorre    | 1 424      | Alain Blond                 |       | DVD   | Alain Blond              |       | DVD   |
| Saint-Léonard-de-Noblat    | 4 621      | Christine Riffaud           |       | SE    | Alain Darbon             |       | PS    |
| Saint-Mathieu              | 1 161      | Bertrand Grégaux            |       | PS    | Agnès Varachaud          |       | DVG   |
| Saint-Maurice-les-Brousses | 1 008      | Georges Dargentolle         |       | DVG   | Georges Dargentolle      |       | DVG   |
| Saint-Paul                 | 1 253      | Paul Duchez                 |       | SE    | Josiane Rouchut          |       | DVG   |
| Saint-Priest-sous-Aixe     | 1 622      | Philippe Barry              |       | DVG   | Philippe Barry           |       | DVG   |
| Saint-Priest-Taurion       | 2 807      | Bernard Dupin               |       | DVG   | Bernard Dupin            |       | DVG   |
| Saint-Sulpice-les-Feuilles | 1 210      | Hervé Bernard               |       | SE    | Alain Jouanny            |       | SE    |
| Saint-Victurnien           | 1 699      | Jean Duchambon              |       | PS    | Jean Duchambon           |       | PS    |
| Saint-Yrieix-la-Perche     | 6 887      | Daniel Boisserie            |       | PS    | Daniel Boisserie         |       | PS    |
| Séreilhac                  | 1 854      | Jean-Pierre Bouissou        |       | SE    | Eric Maneuf              |       | DVG   |
| Solignac                   | 1 510      | Yvette Aubisse              |       | DVG   | Yvette Aubisse           |       | DVG   |
| Verneuil-sur-Vienne        | 4 495      | Pascal Robert               |       | PS    | Pascal Robert            |       | PS    |
| Veyrac                     | 2 011      | Nancette Mazière            |       | PCF   | Nancette Mazière         |       | PCF   |
| Vicq-sur-Breuilh           | 1 332      | Christine Gérardin-Neuville |       | SE    | Christine de Neuville    |       | DVD   |

### Résultats en nombre de maires
| Partis       | Partis                            | Maires sortants | Maires élus | Évolution     |
| ------------ | --------------------------------- | --------------- | ----------- | ------------- |
|              | Front de gauche                   | 5               | 5           | en stagnation |
|              | Parti socialiste                  | 26              | 24          | 2             |
|              | Divers gauche                     | 16              | 22          | 6             |
| Total gauche | Total gauche                      | 47              | 51          | 4             |
|              | Union pour un mouvement populaire | 0               | 1           | 1             |
|              | Divers droite                     | 11              | 11          | en stagnation |
|              | UDI                               | 1               | 1           | en stagnation |
| Total droite | Total droite                      | 12              | 13          | 1             |
|              | Sans étiquette                    | 8               | 3           | 5             |
| Total        | Total                             | 67              | 67          | -             |

## Résultats dans les communes de plus de1 000 habitants

### Aixe-sur-Vienne
- Maire sortant : Daniel Nouaille (PS)
- 29 sièges à pourvoir au conseil municipal (population légale 2011 : 5 488 habitants)
- 11 sièges à pourvoir au conseil communautaire (CC du Val de Vienne)

| Tête de liste  | Tête de liste   | Liste          | Premier tour | Premier tour | Second tour | Second tour | Sièges | Sièges |
| Tête de liste  | Tête de liste   | Liste          | Voix         | %            | Voix        | %           | CM     | CC     |
| -------------- | --------------- | -------------- | ------------ | ------------ | ----------- | ----------- | ------ | ------ |
|                | Patrick Servaud | PS             | 1 354        | 43,83        | 1 489       | 45,28       | 7      | 2      |
|                | René Arnaud     | DVD            | 1 344        | 43,50        | 1 595       | 48,50       | 22     | 9      |
|                | Colette Moliton | UMP            | 391          | 12,65        | 204         | 6,20        |        |        |
|                |                 |                |              |              |             |             |        |        |
| Inscrits       | Inscrits        | Inscrits       | 4 494        | 100,00       | 4 494       | 100,00      |        |        |
| Abstentions    | Abstentions     | Abstentions    | 1 245        | 27,70        | 1 124       | 25,01       |        |        |
| Votants        | Votants         | Votants        | 3 249        | 72,30        | 3 370       | 74,99       |        |        |
| Blancs et nuls | Blancs et nuls  | Blancs et nuls | 160          | 4,92         | 82          | 2,43        |        |        |
| Exprimés       | Exprimés        | Exprimés       | 3 089        | 95,08        | 3 288       | 97,57       |        |        |

### Ambazac
- Maire sortant : Élisabeth Maciejowski (PS)
- 29 sièges à pourvoir au conseil municipal (population légale 2011 : 5 555 habitants)
- 9 sièges à pourvoir au conseil communautaire (CC Élan Limousin Avenir Nature)

| Tête de liste  | Tête de liste       | Liste          | Premier tour | Premier tour | Second tour | Second tour | Sièges | Sièges |
| Tête de liste  | Tête de liste       | Liste          | Voix         | %            | Voix        | %           | CM     | CC     |
| -------------- | ------------------- | -------------- | ------------ | ------------ | ----------- | ----------- | ------ | ------ |
|                | Josette Libert      | PCF            | 1 231        | 42,09        | 1 508       | 50,24       | 22     | 7      |
|                | Joël Le Bot         | UMP            | 956          | 32,69        | 990         | 32,98       | 5      | 1      |
|                | Bernard Vergonzanne | PS             | 737          | 25,20        | 503         | 16,76       | 2      | 1      |
|                |                     |                |              |              |             |             |        |        |
| Inscrits       | Inscrits            | Inscrits       | 4 386        | 100,00       | 4 387       | 100,00      |        |        |
| Abstentions    | Abstentions         | Abstentions    | 1 251        | 28,52        | 1 264       | 28,81       |        |        |
| Votants        | Votants             | Votants        | 3 135        | 71,48        | 3 123       | 71,19       |        |        |
| Blancs et nuls | Blancs et nuls      | Blancs et nuls | 211          | 6,73         | 122         | 3,91        |        |        |
| Exprimés       | Exprimés            | Exprimés       | 2 924        | 93,27        | 3 001       | 96,09       |        |        |

### Arnac-la-Poste
- Maire sortant : Jean-Pierre Drieux
- 15 sièges à pourvoir au conseil municipal (population légale 2011 : 1 014 habitants)
- 3 sièges à pourvoir au conseil communautaire (CC Haut-Limousin en Marche)

|                | Mariane Deverines | DVG-ADS        | 284 | 100,00 | 15 | 3 |  |  |
|                |                   |                |     |        |    |   |  |  |
| Inscrits       | Inscrits          | Inscrits       | 756 | 100,00 |    |   |  |  |
| Abstentions    | Abstentions       | Abstentions    | 227 | 30,03  |    |   |  |  |
| Votants        | Votants           | Votants        | 529 | 69,97  |    |   |  |  |
| Blancs et nuls | Blancs et nuls    | Blancs et nuls | 245 | 46,31  |    |   |  |  |
| Exprimés       | Exprimés          | Exprimés       | 284 | 53,69  |    |   |  |  |

### Bellac
- Maire sortant : Jean-Michel Doumeix (PS)
- 27 sièges à pourvoir au conseil municipal (population légale 2011 : 4 259 habitants)
- 13 sièges à pourvoir au conseil communautaire (CC Haut-Limousin en Marche)

| Tête de liste  | Tête de liste         | Liste          | Premier tour | Premier tour | Second tour | Second tour | Sièges | Sièges |
| Tête de liste  | Tête de liste         | Liste          | Voix         | %            | Voix        | %           | CM     | CC     |
| -------------- | --------------------- | -------------- | ------------ | ------------ | ----------- | ----------- | ------ | ------ |
|                | Corine Hourcade-hatte | SE             | 878          | 42,47        | 1 243       | 60,31       | 22     | 11     |
|                | Claude Peyronnet      | PCF-DVG        | 752          | 36,38        | 818         | 39,68       | 5      | 2      |
|                | Michel Podavini       | UMP            | 268          | 12,96        |             |             |        |        |
|                | Daniel Courivault     | PS             | 169          | 8,17         |             |             |        |        |
|                |                       |                |              |              |             |             |        |        |
| Inscrits       | Inscrits              | Inscrits       | 2 915        | 100,00       | 2 915       | 100,00      |        |        |
| Abstentions    | Abstentions           | Abstentions    | 743          | 25,49        | 750         | 25,73       |        |        |
| Votants        | Votants               | Votants        | 2 172        | 74,51        | 2 165       | 74,27       |        |        |
| Blancs et nuls | Blancs et nuls        | Blancs et nuls | 105          | 4,83         | 104         | 4,80        |        |        |
| Exprimés       | Exprimés              | Exprimés       | 2 067        | 95,17        | 2 061       | 95,20       |        |        |

### Bessines-sur-Gartempe
- Maire sortant : Andréa Brouille (PS)
- 23 sièges à pourvoir au conseil municipal (population légale 2011 : 2 833 habitants)
- 8 sièges à pourvoir au conseil communautaire (CC Élan Limousin Avenir Nature)

|                          | Andréa Brouille *  | PS             | 956   | 69,12  | 20 | 7 |  |  |
|                          | Isabelle Couturier | PCF            | 427   | 30,87  | 3  | 1 |  |  |
|                          |                    |                |       |        |    |   |  |  |
| Inscrits                 | Inscrits           | Inscrits       | 2 228 | 100,00 |    |   |  |  |
| Abstentions              | Abstentions        | Abstentions    | 630   | 28,28  |    |   |  |  |
| Votants                  | Votants            | Votants        | 1 598 | 71,72  |    |   |  |  |
| Blancs et nuls           | Blancs et nuls     | Blancs et nuls | 215   | 13,45  |    |   |  |  |
| Exprimés                 | Exprimés           | Exprimés       | 1 383 | 86,55  |    |   |  |  |
| * Liste du maire sortant |                    |                |       |        |    |   |  |  |

### Boisseuil
- Maire sortant : Jean-Louis Nouhaud (PS)
- 23 sièges à pourvoir au conseil municipal (population légale 2011 : 2 731 habitants)
- 1 sièges à pourvoir au conseil communautaire (CU Limoges Métropole)

|                          | Jean-Louis Nouhaud * | PS             | 1 097 | 100,00 | 23 | 1 |  |  |
|                          |                      |                |       |        |    |   |  |  |
| Inscrits                 | Inscrits             | Inscrits       | 2 263 | 100,00 |    |   |  |  |
| Abstentions              | Abstentions          | Abstentions    | 822   | 36,32  |    |   |  |  |
| Votants                  | Votants              | Votants        | 1 441 | 63,68  |    |   |  |  |
| Blancs et nuls           | Blancs et nuls       | Blancs et nuls | 344   | 23,87  |    |   |  |  |
| Exprimés                 | Exprimés             | Exprimés       | 1 097 | 76,13  |    |   |  |  |
| * Liste du maire sortant |                      |                |       |        |    |   |  |  |

### Bonnac-la-Côte
- Maire sortant : Claude Brunaud
- 19 sièges à pourvoir au conseil municipal (population légale 2011 : 1 587 habitants)
- 1 sièges à pourvoir au conseil communautaire (CU Limoges Métropole)

|                          | Claude Brunaud *   | DVG            | 458   | 51,05  | 15 | 1 |  |  |
|                          | Karine Delagnier   | UMP            | 256   | 28,53  | 2  |   |  |  |
|                          | Marie-Pierre Lardy | DVG            | 183   | 20,40  | 2  |   |  |  |
|                          |                    |                |       |        |    |   |  |  |
| Inscrits                 | Inscrits           | Inscrits       | 1 266 | 100,00 |    |   |  |  |
| Abstentions              | Abstentions        | Abstentions    | 332   | 26,22  |    |   |  |  |
| Votants                  | Votants            | Votants        | 934   | 73,78  |    |   |  |  |
| Blancs et nuls           | Blancs et nuls     | Blancs et nuls | 37    | 3,96   |    |   |  |  |
| Exprimés                 | Exprimés           | Exprimés       | 897   | 96,04  |    |   |  |  |
| * Liste du maire sortant |                    |                |       |        |    |   |  |  |

### Bosmie-l'Aiguille
- Maire sortant : Maurice Leboutet (PS)
- 19 sièges à pourvoir au conseil municipal (population légale 2011 : 2 356 habitants)
- 5 sièges à pourvoir au conseil communautaire (CC du Val de Vienne)

|                          | Maurice Leboutet * | PS             | 935   | 100,00 | 19 | 5 |  |  |
|                          |                    |                |       |        |    |   |  |  |
| Inscrits                 | Inscrits           | Inscrits       | 1 988 | 100,00 |    |   |  |  |
| Abstentions              | Abstentions        | Abstentions    | 677   | 34,05  |    |   |  |  |
| Votants                  | Votants            | Votants        | 1 311 | 65,95  |    |   |  |  |
| Blancs et nuls           | Blancs et nuls     | Blancs et nuls | 376   | 28,68  |    |   |  |  |
| Exprimés                 | Exprimés           | Exprimés       | 935   | 71,32  |    |   |  |  |
| * Liste du maire sortant |                    |                |       |        |    |   |  |  |

### Bussière-Galant
- Maire sortant : Martine Beylot
- 15 sièges à pourvoir au conseil municipal (population légale 2011 : 1 385 habitants)
- 4 sièges à pourvoir au conseil communautaire (CC Pays de Nexon-Monts de Châlus)

|                | Emmanuel Dexet | PS-PCF-EELV    | 516   | 100,00 | 15 | 4 |  |  |
|                |                |                |       |        |    |   |  |  |
| Inscrits       | Inscrits       | Inscrits       | 1 129 | 100,00 |    |   |  |  |
| Abstentions    | Abstentions    | Abstentions    | 380   | 33,66  |    |   |  |  |
| Votants        | Votants        | Votants        | 749   | 66,34  |    |   |  |  |
| Blancs et nuls | Blancs et nuls | Blancs et nuls | 233   | 31,11  |    |   |  |  |
| Exprimés       | Exprimés       | Exprimés       | 516   | 68,89  |    |   |  |  |

### Chaillac-sur-Vienne
- Maire sortant : Jean-Pierre Granet
- 15 sièges à pourvoir au conseil municipal (population légale 2011 : 1 165 habitants)
- 2 sièges à pourvoir au conseil communautaire (CC Porte Océane du Limousin)

|                          | Jean-Pierre Granet * | DVD            | 580 | 100,00 | 15 | 2 |  |  |
|                          |                      |                |     |        |    |   |  |  |
| Inscrits                 | Inscrits             | Inscrits       | 964 | 100,00 |    |   |  |  |
| Abstentions              | Abstentions          | Abstentions    | 238 | 24,69  |    |   |  |  |
| Votants                  | Votants              | Votants        | 726 | 75,31  |    |   |  |  |
| Blancs et nuls           | Blancs et nuls       | Blancs et nuls | 146 | 20,11  |    |   |  |  |
| Exprimés                 | Exprimés             | Exprimés       | 580 | 79,89  |    |   |  |  |
| * Liste du maire sortant |                      |                |     |        |    |   |  |  |

### Châlus
- Maire sortant : Alain Brézaudy
- 19 sièges à pourvoir au conseil municipal (population légale 2011 : 1 615 habitants)
- 6 sièges à pourvoir au conseil communautaire (CC Pays de Nexon-Monts de Châlus)

|                | Alain Brézaudy | DVD            | 508   | 51,10  | 15 | 5 |  |  |
|                | Pierre Sudrie  | DVG            | 486   | 48,89  | 4  | 1 |  |  |
|                |                |                |       |        |    |   |  |  |
| Inscrits       | Inscrits       | Inscrits       | 1 348 | 100,00 |    |   |  |  |
| Abstentions    | Abstentions    | Abstentions    | 305   | 22,63  |    |   |  |  |
| Votants        | Votants        | Votants        | 1 043 | 77,37  |    |   |  |  |
| Blancs et nuls | Blancs et nuls | Blancs et nuls | 49    | 4,70   |    |   |  |  |
| Exprimés       | Exprimés       | Exprimés       | 994   | 95,30  |    |   |  |  |

### Chaptelat
- Maire sortant : Stéphane Cambou
- 19 sièges à pourvoir au conseil municipal (population légale 2011 : 1 880 habitants)
- 5 sièges à pourvoir au conseil communautaire (CU Limoges Métropole)

|                | Julie Lenfant   | PS             | 580   | 50,52  | 15 | 4 |  |  |
|                | Stéphane Lafaye | SE             | 568   | 49,47  | 4  | 1 |  |  |
|                |                 |                |       |        |    |   |  |  |
| Inscrits       | Inscrits        | Inscrits       | 1 578 | 100,00 |    |   |  |  |
| Abstentions    | Abstentions     | Abstentions    | 373   | 23,64  |    |   |  |  |
| Votants        | Votants         | Votants        | 1 205 | 76,36  |    |   |  |  |
| Blancs et nuls | Blancs et nuls  | Blancs et nuls | 57    | 4,73   |    |   |  |  |
| Exprimés       | Exprimés        | Exprimés       | 1 148 | 95,27  |    |   |  |  |

### Châteauneuf-la-Forêt
- Maire sortant : Marc Montaudon
- 19 sièges à pourvoir au conseil municipal (population légale 2011 : 1 640 habitants)
- 6 sièges à pourvoir au conseil communautaire (CC Briance-Combade)

|                          | Jean Bariaud     | DVG            | 482   | 53,91  | 15 | 5 |  |  |
|                          | Marc Montaudon * | DVG            | 412   | 46,08  | 4  | 1 |  |  |
|                          |                  |                |       |        |    |   |  |  |
| Inscrits                 | Inscrits         | Inscrits       | 1 158 | 100,00 |    |   |  |  |
| Abstentions              | Abstentions      | Abstentions    | 209   | 18,05  |    |   |  |  |
| Votants                  | Votants          | Votants        | 949   | 81,95  |    |   |  |  |
| Blancs et nuls           | Blancs et nuls   | Blancs et nuls | 55    | 5,80   |    |   |  |  |
| Exprimés                 | Exprimés         | Exprimés       | 894   | 94,20  |    |   |  |  |
| * Liste du maire sortant |                  |                |       |        |    |   |  |  |

### Châteauponsac
- Maire sortant : Gérard Rumeau (DVD)
- 19 sièges à pourvoir au conseil municipal (population légale 2011 : 2 121 habitants)
- 10 sièges à pourvoir au conseil communautaire (CC Gartempe Saint-Pardoux)

|                          | Gérard Rumeau * | SE             | 692   | 57,14  | 15 | 8 |  |  |
|                          | Franck Lenoir   | SE             | 519   | 42,85  | 4  | 2 |  |  |
|                          |                 |                |       |        |    |   |  |  |
| Inscrits                 | Inscrits        | Inscrits       | 1 897 | 100,00 |    |   |  |  |
| Abstentions              | Abstentions     | Abstentions    | 557   | 29,36  |    |   |  |  |
| Votants                  | Votants         | Votants        | 1 340 | 70,64  |    |   |  |  |
| Blancs et nuls           | Blancs et nuls  | Blancs et nuls | 129   | 9,63   |    |   |  |  |
| Exprimés                 | Exprimés        | Exprimés       | 1 211 | 90,37  |    |   |  |  |
| * Liste du maire sortant |                 |                |       |        |    |   |  |  |

### Cognac-la-Forêt
- Maire sortant : Christian Vignerie
- 15 sièges à pourvoir au conseil municipal (population légale 2011 : 1 022 habitants)
- 5 sièges à pourvoir au conseil communautaire (CC Ouest Limousin)

|                          | Christian Vignerie * | DVG            | 422 | 65,02  | 13 | 4 |  |  |
|                          | Colette Jacopé       | SE             | 227 | 34,97  | 2  | 1 |  |  |
|                          |                      |                |     |        |    |   |  |  |
| Inscrits                 | Inscrits             | Inscrits       | 898 | 100,00 |    |   |  |  |
| Abstentions              | Abstentions          | Abstentions    | 187 | 20,82  |    |   |  |  |
| Votants                  | Votants              | Votants        | 711 | 79,18  |    |   |  |  |
| Blancs et nuls           | Blancs et nuls       | Blancs et nuls | 62  | 8,72   |    |   |  |  |
| Exprimés                 | Exprimés             | Exprimés       | 649 | 91,28  |    |   |  |  |
| * Liste du maire sortant |                      |                |     |        |    |   |  |  |

### Compreignac
- Maire sortant : Jacques Pleinevert
- 19 sièges à pourvoir au conseil municipal (population légale 2011 : 1 746 habitants)
- 5 sièges à pourvoir au conseil communautaire (CC Élan Limousin Avenir Nature)

|                          | Jacques Pleinevert * | PS             | 658   | 100,00 | 19 | 5 |  |  |
|                          |                      |                |       |        |    |   |  |  |
| Inscrits                 | Inscrits             | Inscrits       | 1 380 | 100,00 |    |   |  |  |
| Abstentions              | Abstentions          | Abstentions    | 500   | 36,23  |    |   |  |  |
| Votants                  | Votants              | Votants        | 880   | 63,77  |    |   |  |  |
| Blancs et nuls           | Blancs et nuls       | Blancs et nuls | 222   | 25,23  |    |   |  |  |
| Exprimés                 | Exprimés             | Exprimés       | 658   | 74,77  |    |   |  |  |
| * Liste du maire sortant |                      |                |       |        |    |   |  |  |

### Condat-sur-Vienne
- Maire sortant : Bruno Genest (SE)
- 27 sièges à pourvoir au conseil municipal (population légale 2011 : 4 747 habitants)
- 2 sièges à pourvoir au conseil communautaire (CU Limoges Métropole)

| Tête de liste            | Tête de liste  | Liste          | Premier tour | Premier tour | Second tour | Second tour | Sièges | Sièges |
| Tête de liste            | Tête de liste  | Liste          | Voix         | %            | Voix        | %           | CM     | CC     |
| ------------------------ | -------------- | -------------- | ------------ | ------------ | ----------- | ----------- | ------ | ------ |
|                          | Bruno Genest * | DVG            | 1 316        | 47,54        | 1 340       | 48,30       | 20     | 2      |
|                          | Annick Morizio | PS             | 969          | 35,00        | 1 005       | 36,22       | 5      |        |
|                          | Yanick Boutin  | UMP            | 483          | 17,44        | 429         | 15,46       | 2      |        |
|                          |                |                |              |              |             |             |        |        |
| Inscrits                 | Inscrits       | Inscrits       | 4 100        | 100,00       | 4 100       | 100,00      |        |        |
| Abstentions              | Abstentions    | Abstentions    | 1 184        | 28,88        | 1 237       | 30,17       |        |        |
| Votants                  | Votants        | Votants        | 2 916        | 71,12        | 2 863       | 69,83       |        |        |
| Blancs et nuls           | Blancs et nuls | Blancs et nuls | 148          | 5,08         | 89          | 3,11        |        |        |
| Exprimés                 | Exprimés       | Exprimés       | 2 768        | 94,92        | 2 774       | 96,89       |        |        |
| * Liste du maire sortant |                |                |              |              |             |             |        |        |

### Coussac-Bonneval
- Maire sortant : Guy Fureleau
- 15 sièges à pourvoir au conseil municipal (population légale 2011 : 1 330 habitants)
- 3 sièges à pourvoir au conseil communautaire (CC du Pays de Saint-Yrieix)

|                | Philippe Sudrat          | SE             | 476   | 63,12  | 13 | 2 |  |  |
|                | Jean-Christophe Merilhou | SE             | 278   | 36,87  | 2  | 1 |  |  |
|                |                          |                |       |        |    |   |  |  |
| Inscrits       | Inscrits                 | Inscrits       | 1 086 | 100,00 |    |   |  |  |
| Abstentions    | Abstentions              | Abstentions    | 253   | 23,30  |    |   |  |  |
| Votants        | Votants                  | Votants        | 833   | 76,70  |    |   |  |  |
| Blancs et nuls | Blancs et nuls           | Blancs et nuls | 79    | 9,48   |    |   |  |  |
| Exprimés       | Exprimés                 | Exprimés       | 754   | 90,52  |    |   |  |  |

### Couzeix
- Maire sortant : Jean-Marc Gabouty (PR)
- 29 sièges à pourvoir au conseil municipal (population légale 2011 : 8 481 habitants)
- 2 sièges à pourvoir au conseil communautaire (CU Limoges Métropole)

|                          | Jean-Marc Gabouty * | UDI            | 3 550 | 75,49  | 26 | 2 |  |  |
|                          | Sébastien Larcher   | PS             | 1 152 | 24,50  | 3  |   |  |  |
|                          |                     |                |       |        |    |   |  |  |
| Inscrits                 | Inscrits            | Inscrits       | 7 028 | 100,00 |    |   |  |  |
| Abstentions              | Abstentions         | Abstentions    | 2 076 | 29,54  |    |   |  |  |
| Votants                  | Votants             | Votants        | 4 952 | 70,46  |    |   |  |  |
| Blancs et nuls           | Blancs et nuls      | Blancs et nuls | 250   | 5,05   |    |   |  |  |
| Exprimés                 | Exprimés            | Exprimés       | 4 702 | 94,95  |    |   |  |  |
| * Liste du maire sortant |                     |                |       |        |    |   |  |  |

### Cussac
- Maire sortant : Guy Desplas
- 15 sièges à pourvoir au conseil municipal (population légale 2011 : 1 222 habitants)
- 4 sièges à pourvoir au conseil communautaire (CC Ouest Limousin)

|                | Luc Gabette                  | DVD            | 406 | 59,27  | 12 | 3 |  |  |
|                | Jean-Louis Clermont-barriere | DVG            | 279 | 40,72  | 3  | 1 |  |  |
|                |                              |                |     |        |    |   |  |  |
| Inscrits       | Inscrits                     | Inscrits       | 946 | 100,00 |    |   |  |  |
| Abstentions    | Abstentions                  | Abstentions    | 193 | 20,40  |    |   |  |  |
| Votants        | Votants                      | Votants        | 753 | 79,60  |    |   |  |  |
| Blancs et nuls | Blancs et nuls               | Blancs et nuls | 68  | 9,03   |    |   |  |  |
| Exprimés       | Exprimés                     | Exprimés       | 685 | 90,97  |    |   |  |  |

### Eyjeaux
- Maire sortant : Gérard Picherit
- 15 sièges à pourvoir au conseil municipal (population légale 2011 : 1 198 habitants)
- 1 sièges à pourvoir au conseil communautaire (CU Limoges Métropole)

|                          | Jacques Roux      | DVG            | 406 | 56,86  | 12 | 1 |  |  |
|                          | Gérard Picherit * | DVG            | 308 | 43,13  | 3  |   |  |  |
|                          |                   |                |     |        |    |   |  |  |
| Inscrits                 | Inscrits          | Inscrits       | 897 | 100,00 |    |   |  |  |
| Abstentions              | Abstentions       | Abstentions    | 149 | 16,61  |    |   |  |  |
| Votants                  | Votants           | Votants        | 748 | 83,39  |    |   |  |  |
| Blancs et nuls           | Blancs et nuls    | Blancs et nuls | 34  | 4,55   |    |   |  |  |
| Exprimés                 | Exprimés          | Exprimés       | 714 | 95,45  |    |   |  |  |
| * Liste du maire sortant |                   |                |     |        |    |   |  |  |

### Eymoutiers
- Maire sortant : Daniel Perducat (PS)
- 19 sièges à pourvoir au conseil municipal (population légale 2011 : 2 046 habitants)
- 11 sièges à pourvoir au conseil communautaire (CC des Portes de Vassivière)

|                          | Daniel Perducat *         | DVG            | 753   | 73,67  | 17 | 10 |  |  |
|                          | Jean-Jacques Peyrissaguet | SE             | 269   | 26,32  | 2  | 1  |  |  |
|                          |                           |                |       |        |    |    |  |  |
| Inscrits                 | Inscrits                  | Inscrits       | 1 559 | 100,00 |    |    |  |  |
| Abstentions              | Abstentions               | Abstentions    | 391   | 25,08  |    |    |  |  |
| Votants                  | Votants                   | Votants        | 1 168 | 74,92  |    |    |  |  |
| Blancs et nuls           | Blancs et nuls            | Blancs et nuls | 146   | 12,50  |    |    |  |  |
| Exprimés                 | Exprimés                  | Exprimés       | 1 022 | 87,50  |    |    |  |  |
| * Liste du maire sortant |                           |                |       |        |    |    |  |  |

### Feytiat
- Maire sortant : Gaston Chassain (PS)
- 29 sièges à pourvoir au conseil municipal (population légale 2011 : 6 004 habitants)
- 2 sièges à pourvoir au conseil communautaire (CU Limoges Métropole)

|                          | Gaston Chassain * | PS             | 1 705 | 60,89  | 24 | 2 |  |  |
|                          | Delphine Gabouty  | UMP            | 1 095 | 39,10  | 5  |   |  |  |
|                          |                   |                |       |        |    |   |  |  |
| Inscrits                 | Inscrits          | Inscrits       | 4 863 | 100,00 |    |   |  |  |
| Abstentions              | Abstentions       | Abstentions    | 1 775 | 36,50  |    |   |  |  |
| Votants                  | Votants           | Votants        | 3 088 | 63,50  |    |   |  |  |
| Blancs et nuls           | Blancs et nuls    | Blancs et nuls | 288   | 9,33   |    |   |  |  |
| Exprimés                 | Exprimés          | Exprimés       | 2 800 | 90,67  |    |   |  |  |
| * Liste du maire sortant |                   |                |       |        |    |   |  |  |

### Flavignac
- Maire sortant : Claudine Pradier
- 15 sièges à pourvoir au conseil municipal (population légale 2011 : 1 037 habitants)
- 4 sièges à pourvoir au conseil communautaire (CC Pays de Nexon-Monts de Châlus)

|                | Christian Desroche       | PS-PCF-EELV    | 370 | 67,39  | 13 | 4 |  |  |
|                | Jean-François Decroisant | SE             | 179 | 32,60  | 2  |   |  |  |
|                |                          |                |     |        |    |   |  |  |
| Inscrits       | Inscrits                 | Inscrits       | 841 | 100,00 |    |   |  |  |
| Abstentions    | Abstentions              | Abstentions    | 209 | 24,85  |    |   |  |  |
| Votants        | Votants                  | Votants        | 632 | 75,15  |    |   |  |  |
| Blancs et nuls | Blancs et nuls           | Blancs et nuls | 83  | 13,13  |    |   |  |  |
| Exprimés       | Exprimés                 | Exprimés       | 549 | 86,87  |    |   |  |  |

### Isle
- Maire sortant : Gilles Bégout (DVG)
- 29 sièges à pourvoir au conseil municipal (population légale 2011 : 7 508 habitants)
- 2 sièges à pourvoir au conseil communautaire (CU Limoges Métropole)

|                          | Gilles Bégout * | DVG            | 2 646 | 71,35  | 25 | 2 |  |  |
|                          | Pierre Krausz   | FG             | 1 062 | 28,64  | 4  |   |  |  |
|                          |                 |                |       |        |    |   |  |  |
| Inscrits                 | Inscrits        | Inscrits       | 6 354 | 100,00 |    |   |  |  |
| Abstentions              | Abstentions     | Abstentions    | 2 189 | 34,45  |    |   |  |  |
| Votants                  | Votants         | Votants        | 4 165 | 65,55  |    |   |  |  |
| Blancs et nuls           | Blancs et nuls  | Blancs et nuls | 457   | 10,97  |    |   |  |  |
| Exprimés                 | Exprimés        | Exprimés       | 3 708 | 89,03  |    |   |  |  |
| * Liste du maire sortant |                 |                |       |        |    |   |  |  |

### Jourgnac
- Maire sortant : Olivier Lerenard
- 15 sièges à pourvoir au conseil municipal (population légale 2011 : 1 028 habitants)
- 2 sièges à pourvoir au conseil communautaire (CC du Val de Vienne)

|                          | Olivier Lerenard * | DVG            | 375 | 56,30  | 12 | 2 |  |  |
|                          | Patrick Chauvet    | SE             | 291 | 43,69  | 3  |   |  |  |
|                          |                    |                |     |        |    |   |  |  |
| Inscrits                 | Inscrits           | Inscrits       | 802 | 100,00 |    |   |  |  |
| Abstentions              | Abstentions        | Abstentions    | 103 | 12,84  |    |   |  |  |
| Votants                  | Votants            | Votants        | 699 | 87,16  |    |   |  |  |
| Blancs et nuls           | Blancs et nuls     | Blancs et nuls | 33  | 4,72   |    |   |  |  |
| Exprimés                 | Exprimés           | Exprimés       | 666 | 95,28  |    |   |  |  |
| * Liste du maire sortant |                    |                |     |        |    |   |  |  |

### Ladignac-le-Long
- Maire sortant : Bernard Madore
- 15 sièges à pourvoir au conseil municipal (population légale 2011 : 1 134 habitants)
- 3 sièges à pourvoir au conseil communautaire (CC du Pays de Saint-Yrieix)

|                | Delphine Perrier- Gay | SE             | 333 | 50,53  | 12 | 2 |  |  |
|                | Pierre Millet Lacombe | SE             | 326 | 49,46  | 3  | 1 |  |  |
|                |                       |                |     |        |    |   |  |  |
| Inscrits       | Inscrits              | Inscrits       | 912 | 100,00 |    |   |  |  |
| Abstentions    | Abstentions           | Abstentions    | 187 | 20,50  |    |   |  |  |
| Votants        | Votants               | Votants        | 725 | 79,50  |    |   |  |  |
| Blancs et nuls | Blancs et nuls        | Blancs et nuls | 66  | 9,10   |    |   |  |  |
| Exprimés       | Exprimés              | Exprimés       | 659 | 90,90  |    |   |  |  |

### Le Dorat
- Maire sortant : Philippe Jardel
- 19 sièges à pourvoir au conseil municipal (population légale 2011 : 1 753 habitants)
- 7 sièges à pourvoir au conseil communautaire (CC Haut-Limousin en Marche)

|                | Bernard Magnin                 | SE             | 601   | 59,44  | 15 | 6 |  |  |
|                | Catherine Lacherez-kazmierczyk | DVD            | 410   | 40,55  | 4  | 1 |  |  |
|                |                                |                |       |        |    |   |  |  |
| Inscrits       | Inscrits                       | Inscrits       | 1 424 | 100,00 |    |   |  |  |
| Abstentions    | Abstentions                    | Abstentions    | 365   | 25,63  |    |   |  |  |
| Votants        | Votants                        | Votants        | 1 059 | 74,37  |    |   |  |  |
| Blancs et nuls | Blancs et nuls                 | Blancs et nuls | 48    | 4,53   |    |   |  |  |
| Exprimés       | Exprimés                       | Exprimés       | 1 011 | 95,47  |    |   |  |  |

### Le Palais-sur-Vienne
- Maire sortant : Isabelle Briquet (PS)
- 29 sièges à pourvoir au conseil municipal (population légale 2011 : 6 029 habitants)
- 2 sièges à pourvoir au conseil communautaire (CU Limoges Métropole)

|                          | Isabelle Briquet * | PS             | 1 584 | 58,29  | 23 | 2 |  |  |
|                          | Yvan Tricart       | DVG            | 1 133 | 41,70  | 6  |   |  |  |
|                          |                    |                |       |        |    |   |  |  |
| Inscrits                 | Inscrits           | Inscrits       | 4 617 | 100,00 |    |   |  |  |
| Abstentions              | Abstentions        | Abstentions    | 1 533 | 33,20  |    |   |  |  |
| Votants                  | Votants            | Votants        | 3 084 | 66,80  |    |   |  |  |
| Blancs et nuls           | Blancs et nuls     | Blancs et nuls | 367   | 11,90  |    |   |  |  |
| Exprimés                 | Exprimés           | Exprimés       | 2 717 | 88,10  |    |   |  |  |
| * Liste du maire sortant |                    |                |       |        |    |   |  |  |

### Le Vigen
- Maire sortant : Jeanne-Marie Leybros (SE)
- 19 sièges à pourvoir au conseil municipal (population légale 2011 : 2 048 habitants)
- 1 sièges à pourvoir au conseil communautaire (CU Limoges Métropole)

| Tête de liste  | Tête de liste         | Liste          | Premier tour | Premier tour | Second tour | Second tour | Sièges | Sièges |
| Tête de liste  | Tête de liste         | Liste          | Voix         | %            | Voix        | %           | CM     | CC     |
| -------------- | --------------------- | -------------- | ------------ | ------------ | ----------- | ----------- | ------ | ------ |
|                | Jean-Claude Chanconie | DVD            | 515          | 43,02        | 546         | 43,57       | 14     | 1      |
|                | Jeanne Leybros        | SE             | 416          | 34,75        | 455         | 36,31       | 3      |        |
|                | Jean-Yves Cacoye      | DVG            | 266          | 22,22        | 252         | 20,11       | 2      |        |
|                |                       |                |              |              |             |             |        |        |
| Inscrits       | Inscrits              | Inscrits       | 1 762        | 100,00       | 1 762       | 100,00      |        |        |
| Abstentions    | Abstentions           | Abstentions    | 509          | 28,89        | 467         | 26,50       |        |        |
| Votants        | Votants               | Votants        | 1 253        | 71,11        | 1 295       | 73,50       |        |        |
| Blancs et nuls | Blancs et nuls        | Blancs et nuls | 56           | 4,47         | 42          | 3,24        |        |        |
| Exprimés       | Exprimés              | Exprimés       | 1 197        | 95,53        | 1 253       | 96,76       |        |        |

### Limoges
- Maire sortant : Alain Rodet (PS)
- 55 sièges à pourvoir au conseil municipal (population légale 2011 : 137 758 habitants)
- 27 sièges à pourvoir au conseil communautaire (CU Limoges Métropole)

| Tête de liste            | Tête de liste    | Liste           | Premier tour | Premier tour | Second tour | Second tour | Sièges | Sièges |
| Tête de liste            | Tête de liste    | Liste           | Voix         | %            | Voix        | %           | CM     | CC     |
| ------------------------ | ---------------- | --------------- | ------------ | ------------ | ----------- | ----------- | ------ | ------ |
|                          | Alain Rodet *    | PS-PRG-ADS-EELV | 13 325       | 30,11        | 20 513      | 43,81       | 12     | 6      |
|                          | Gilbert Bernard  | PCF-FdG         | 6 262        | 14,15        | 20 513      | 43,81       | 12     | 6      |
|                          | Émile Lombertie  | UMP             | 10 528       | 23,79        | 21 100      | 45,07       | 40     | 20     |
|                          | Pierre Coinaud   | UDI-MoDem       | 5 451        | 12,31        | 21 100      | 45,07       | 40     | 20     |
|                          | Vincent Gerard   | FN              | 7 504        | 16,95        | 5 201       | 11,10       | 3      | 1      |
|                          | Élisabeth Faucon | LO              | 1 180        | 2,66         |             |             |        |        |
|                          |                  |                 |              |              |             |             |        |        |
| Inscrits                 | Inscrits         | Inscrits        | 77 115       | 100,00       | 77 117      | 100,00      |        |        |
| Abstentions              | Abstentions      | Abstentions     | 30 479       | 39,52        | 27 598      | 35,79       |        |        |
| Votants                  | Votants          | Votants         | 46 636       | 60,48        | 49 519      | 64,21       |        |        |
| Blancs et nuls           | Blancs et nuls   | Blancs et nuls  | 2 386        | 5,12         | 2 705       | 5,46        |        |        |
| Exprimés                 | Exprimés         | Exprimés        | 44 250       | 94,88        | 46 814      | 94,54       |        |        |
| * Liste du maire sortant |                  |                 |              |              |             |             |        |        |

### Linards
- Maire sortant : Jean-Claude Sautour
- 15 sièges à pourvoir au conseil municipal (population légale 2011 : 1 098 habitants)
- 4 sièges à pourvoir au conseil communautaire (CC Briance-Combade)

|                          | Jean-Claude Sautour * | DVG            | 444 | 100,00 | 15 | 4 |  |  |
|                          |                       |                |     |        |    |   |  |  |
| Inscrits                 | Inscrits              | Inscrits       | 883 | 100,00 |    |   |  |  |
| Abstentions              | Abstentions           | Abstentions    | 264 | 29,90  |    |   |  |  |
| Votants                  | Votants               | Votants        | 619 | 70,10  |    |   |  |  |
| Blancs et nuls           | Blancs et nuls        | Blancs et nuls | 175 | 28,27  |    |   |  |  |
| Exprimés                 | Exprimés              | Exprimés       | 444 | 71,73  |    |   |  |  |
| * Liste du maire sortant |                       |                |     |        |    |   |  |  |

### Magnac-Bourg
- Maire sortant : Charles Bezot
- 15 sièges à pourvoir au conseil municipal (population légale 2011 : 1 124 habitants)
- 3 sièges à pourvoir au conseil communautaire (CC Briance Sud Haute-Vienne)

|                          | Charles Bezot * | SE             | 414 | 100,00 | 15 | 3 |  |  |
|                          |                 |                |     |        |    |   |  |  |
| Inscrits                 | Inscrits        | Inscrits       | 859 | 100,00 |    |   |  |  |
| Abstentions              | Abstentions     | Abstentions    | 241 | 28,06  |    |   |  |  |
| Votants                  | Votants         | Votants        | 618 | 71,94  |    |   |  |  |
| Blancs et nuls           | Blancs et nuls  | Blancs et nuls | 204 | 33,01  |    |   |  |  |
| Exprimés                 | Exprimés        | Exprimés       | 414 | 66,99  |    |   |  |  |
| * Liste du maire sortant |                 |                |     |        |    |   |  |  |

### Magnac-Laval
- Maire sortant : Jean-Bernard Jarry
- 19 sièges à pourvoir au conseil municipal (population légale 2011 : 1 815 habitants)
- 5 sièges à pourvoir au conseil communautaire (CC Haut-Limousin en Marche)

|                          | Jean-Bernard Jarry * | SE             | 522   | 57,87  | 15 | 4 |  |  |
|                          | Vincent Lallement    | DVG            | 380   | 42,12  | 4  | 1 |  |  |
|                          |                      |                |       |        |    |   |  |  |
| Inscrits                 | Inscrits             | Inscrits       | 1 294 | 100,00 |    |   |  |  |
| Abstentions              | Abstentions          | Abstentions    | 324   | 25,04  |    |   |  |  |
| Votants                  | Votants              | Votants        | 970   | 74,96  |    |   |  |  |
| Blancs et nuls           | Blancs et nuls       | Blancs et nuls | 68    | 7,01   |    |   |  |  |
| Exprimés                 | Exprimés             | Exprimés       | 902   | 92,99  |    |   |  |  |
| * Liste du maire sortant |                      |                |       |        |    |   |  |  |

### Nantiat
- Maire sortant : Jean Desvignes
- 19 sièges à pourvoir au conseil municipal (population légale 2011 : 1 577 habitants)
- 4 sièges à pourvoir au conseil communautaire (CC Élan Limousin Avenir Nature)

| Tête de liste            | Tête de liste        | Liste          | Premier tour | Premier tour | Second tour | Second tour | Sièges | Sièges |
| Tête de liste            | Tête de liste        | Liste          | Voix         | %            | Voix        | %           | CM     | CC     |
| ------------------------ | -------------------- | -------------- | ------------ | ------------ | ----------- | ----------- | ------ | ------ |
|                          | Jean Desvignes *     | DVD            | 418          | 46,08        | 472         | 49,78       | 4      | 1      |
|                          | Daniel Perrot        | PS-PCF-EELV    | 395          | 43,55        | 476         | 50,21       | 15     | 3      |
|                          | Jean-Claude Savignat | DVG            | 94           | 10,36        |             |             |        |        |
|                          |                      |                |              |              |             |             |        |        |
| Inscrits                 | Inscrits             | Inscrits       | 1 160        | 100,00       | 1 160       | 100,00      |        |        |
| Abstentions              | Abstentions          | Abstentions    | 212          | 18,28        | 175         | 15,09       |        |        |
| Votants                  | Votants              | Votants        | 948          | 81,72        | 985         | 84,91       |        |        |
| Blancs et nuls           | Blancs et nuls       | Blancs et nuls | 41           | 4,32         | 37          | 3,76        |        |        |
| Exprimés                 | Exprimés             | Exprimés       | 907          | 95,68        | 948         | 96,24       |        |        |
| * Liste du maire sortant |                      |                |              |              |             |             |        |        |

### Nexon
- Maire sortant : Liliane Jamin (PS)
- 19 sièges à pourvoir au conseil municipal (population légale 2011 : 2 476 habitants)
- 7 sièges à pourvoir au conseil communautaire (CC Pays de Nexon-Monts de Châlus)

|                | Fabrice Gerville-reache | PS-PCF-EELV    | 729   | 54,72  | 15 | 6 |  |  |
|                | Bernard Raynaud         | SE             | 603   | 45,27  | 4  | 1 |  |  |
|                |                         |                |       |        |    |   |  |  |
| Inscrits       | Inscrits                | Inscrits       | 1 870 | 100,00 |    |   |  |  |
| Abstentions    | Abstentions             | Abstentions    | 420   | 22,46  |    |   |  |  |
| Votants        | Votants                 | Votants        | 1 450 | 77,54  |    |   |  |  |
| Blancs et nuls | Blancs et nuls          | Blancs et nuls | 118   | 8,14   |    |   |  |  |
| Exprimés       | Exprimés                | Exprimés       | 1 332 | 91,86  |    |   |  |  |

### Nieul
- Maire sortant : Claude Rebeyrotte
- 19 sièges à pourvoir au conseil municipal (population légale 2011 : 1 616 habitants)
- 4 sièges à pourvoir au conseil communautaire (CC Élan Limousin Avenir Nature)

|                | Béatrice Tricard | PS             | 542   | 65,14  | 16 | 3 |  |  |
|                | Éric Chalifour   | DVG            | 290   | 34,85  | 3  | 1 |  |  |
|                |                  |                |       |        |    |   |  |  |
| Inscrits       | Inscrits         | Inscrits       | 1 231 | 100,00 |    |   |  |  |
| Abstentions    | Abstentions      | Abstentions    | 331   | 26,89  |    |   |  |  |
| Votants        | Votants          | Votants        | 900   | 73,11  |    |   |  |  |
| Blancs et nuls | Blancs et nuls   | Blancs et nuls | 68    | 7,56   |    |   |  |  |
| Exprimés       | Exprimés         | Exprimés       | 832   | 92,44  |    |   |  |  |

### Oradour-sur-Glane
- Maire sortant : Raymond Frugier (DVD)
- 19 sièges à pourvoir au conseil municipal (population légale 2011 : 2 325 habitants)
- 5 sièges à pourvoir au conseil communautaire (CC Porte Océane du Limousin)

|                | Philippe Lacroix | SE             | 937   | 68,19  | 16 | 5 |  |  |
|                | Benoît Sadry     | UDI            | 437   | 31,80  | 3  |   |  |  |
|                |                  |                |       |        |    |   |  |  |
| Inscrits       | Inscrits         | Inscrits       | 1 829 | 100,00 |    |   |  |  |
| Abstentions    | Abstentions      | Abstentions    | 389   | 21,27  |    |   |  |  |
| Votants        | Votants          | Votants        | 1 440 | 78,73  |    |   |  |  |
| Blancs et nuls | Blancs et nuls   | Blancs et nuls | 66    | 4,58   |    |   |  |  |
| Exprimés       | Exprimés         | Exprimés       | 1 374 | 95,42  |    |   |  |  |

### Oradour-sur-Vayres
- Maire sortant : Guy Ratinaud
- 19 sièges à pourvoir au conseil municipal (population légale 2011 : 1 522 habitants)
- 5 sièges à pourvoir au conseil communautaire (CC Ouest Limousin)

|                          | Guy Ratinaud * | DVG            | 674   | 100,00 | 19 | 5 |  |  |
|                          |                |                |       |        |    |   |  |  |
| Inscrits                 | Inscrits       | Inscrits       | 1 268 | 100,00 |    |   |  |  |
| Abstentions              | Abstentions    | Abstentions    | 397   | 31,31  |    |   |  |  |
| Votants                  | Votants        | Votants        | 871   | 68,69  |    |   |  |  |
| Blancs et nuls           | Blancs et nuls | Blancs et nuls | 197   | 22,62  |    |   |  |  |
| Exprimés                 | Exprimés       | Exprimés       | 674   | 77,38  |    |   |  |  |
| * Liste du maire sortant |                |                |       |        |    |   |  |  |

### Panazol
- Maire sortant : Jean-Paul Duret (DVG)
- 33 sièges à pourvoir au conseil municipal (population légale 2011 : 10 417 habitants)
- 3 sièges à pourvoir au conseil communautaire (CU Limoges Métropole)

|                          | Jean-Paul Duret * | PS             | 2 680 | 51,22  | 25 | 2 |  |  |
|                          | Fabien Doucet     | DVD            | 1 568 | 29,96  | 5  | 1 |  |  |
|                          | Bruno Comte       | SE             | 984   | 18,80  | 3  |   |  |  |
|                          |                   |                |       |        |    |   |  |  |
| Inscrits                 | Inscrits          | Inscrits       | 7 989 | 100,00 |    |   |  |  |
| Abstentions              | Abstentions       | Abstentions    | 2 464 | 30,84  |    |   |  |  |
| Votants                  | Votants           | Votants        | 5 525 | 69,16  |    |   |  |  |
| Blancs et nuls           | Blancs et nuls    | Blancs et nuls | 293   | 5,30   |    |   |  |  |
| Exprimés                 | Exprimés          | Exprimés       | 5 232 | 94,70  |    |   |  |  |
| * Liste du maire sortant |                   |                |       |        |    |   |  |  |

### Peyrat-de-Bellac
- Maire sortant : Claude Chabroux
- 15 sièges à pourvoir au conseil municipal (population légale 2011 : 1 118 habitants)
- 3 sièges à pourvoir au conseil communautaire (CC Haut-Limousin en Marche)

| Tête de liste  | Tête de liste             | Liste          | Premier tour | Premier tour | Second tour | Second tour | Sièges | Sièges |
| Tête de liste  | Tête de liste             | Liste          | Voix         | %            | Voix        | %           | CM     | CC     |
| -------------- | ------------------------- | -------------- | ------------ | ------------ | ----------- | ----------- | ------ | ------ |
|                | Martine Fredaigue-Poupon  | DVG            | 350          | 48,20        | 413         | 54,12       | 12     | 2      |
|                | Patricia Marcoux-Lestieux | DVG            | 290          | 39,94        | 350         | 45,87       | 3      | 1      |
|                | Christian Devaine         | DVG            | 86           | 11,84        |             |             |        |        |
|                |                           |                |              |              |             |             |        |        |
| Inscrits       | Inscrits                  | Inscrits       | 893          | 100,00       | 893         | 100,00      |        |        |
| Abstentions    | Abstentions               | Abstentions    | 142          | 15,90        | 108         | 12,09       |        |        |
| Votants        | Votants                   | Votants        | 751          | 84,10        | 785         | 87,91       |        |        |
| Blancs et nuls | Blancs et nuls            | Blancs et nuls | 25           | 3,33         | 22          | 2,80        |        |        |
| Exprimés       | Exprimés                  | Exprimés       | 726          | 96,67        | 763         | 97,20       |        |        |

### Peyrilhac
- Maire sortant : Didier Rateau
- 15 sièges à pourvoir au conseil municipal (population légale 2011 : 1 218 habitants)
- 1 sièges à pourvoir au conseil communautaire (CU Limoges Métropole)

|                          | Claude Compain  | DVG            | 455 | 62,75  | 13 | 1 |  |  |
|                          | Didier Rateau * | DVG            | 270 | 37,24  | 2  |   |  |  |
|                          |                 |                |     |        |    |   |  |  |
| Inscrits                 | Inscrits        | Inscrits       | 977 | 100,00 |    |   |  |  |
| Abstentions              | Abstentions     | Abstentions    | 207 | 21,19  |    |   |  |  |
| Votants                  | Votants         | Votants        | 770 | 78,81  |    |   |  |  |
| Blancs et nuls           | Blancs et nuls  | Blancs et nuls | 45  | 5,84   |    |   |  |  |
| Exprimés                 | Exprimés        | Exprimés       | 725 | 94,16  |    |   |  |  |
| * Liste du maire sortant |                 |                |     |        |    |   |  |  |

### Pierre-Buffière
- Maire sortant : Stéphane Patier
- 15 sièges à pourvoir au conseil municipal (population légale 2011 : 1 156 habitants)
- 3 sièges à pourvoir au conseil communautaire (CC Briance Sud Haute-Vienne)

|                          | Stéphane Patier * | DVG            | 408 | 61,35  | 12 | 2 |  |  |
|                          | Olivier Chaumeil  | SE             | 257 | 38,64  | 3  | 1 |  |  |
|                          |                   |                |     |        |    |   |  |  |
| Inscrits                 | Inscrits          | Inscrits       | 909 | 100,00 |    |   |  |  |
| Abstentions              | Abstentions       | Abstentions    | 208 | 22,88  |    |   |  |  |
| Votants                  | Votants           | Votants        | 701 | 77,12  |    |   |  |  |
| Blancs et nuls           | Blancs et nuls    | Blancs et nuls | 36  | 5,14   |    |   |  |  |
| Exprimés                 | Exprimés          | Exprimés       | 665 | 94,86  |    |   |  |  |
| * Liste du maire sortant |                   |                |     |        |    |   |  |  |

### Razès
- Maire sortant : Jacky Coulaud-Dutheil
- 15 sièges à pourvoir au conseil municipal (population légale 2011 : 1 134 habitants)
- 3 sièges à pourvoir au conseil communautaire (CC Élan Limousin Avenir Nature)

|                | Jean-Marc Legay  | PS-PCF-EELV    | 548 | 80,46  | 14 | 3 |  |  |
|                | Patrick Margnoux | SE             | 133 | 19,53  | 1  |   |  |  |
|                |                  |                |     |        |    |   |  |  |
| Inscrits       | Inscrits         | Inscrits       | 911 | 100,00 |    |   |  |  |
| Abstentions    | Abstentions      | Abstentions    | 189 | 20,75  |    |   |  |  |
| Votants        | Votants          | Votants        | 722 | 79,25  |    |   |  |  |
| Blancs et nuls | Blancs et nuls   | Blancs et nuls | 41  | 5,68   |    |   |  |  |
| Exprimés       | Exprimés         | Exprimés       | 681 | 94,32  |    |   |  |  |

### Rilhac-Rancon
- Maire sortant : Roland Izard (PS)
- 27 sièges à pourvoir au conseil municipal (population légale 2011 : 4 313 habitants)
- 2 sièges à pourvoir au conseil communautaire (CU Limoges Métropole)

|                | Annick Chadoin  | DVG            | 1 048 | 50,75  | 21 | 2 |  |  |
|                | Florent Alvarez | PS-PCF-EELV    | 1 017 | 49,24  | 6  |   |  |  |
|                |                 |                |       |        |    |   |  |  |
| Inscrits       | Inscrits        | Inscrits       | 3 530 | 100,00 |    |   |  |  |
| Abstentions    | Abstentions     | Abstentions    | 1 037 | 29,38  |    |   |  |  |
| Votants        | Votants         | Votants        | 2 493 | 70,62  |    |   |  |  |
| Blancs et nuls | Blancs et nuls  | Blancs et nuls | 428   | 17,17  |    |   |  |  |
| Exprimés       | Exprimés        | Exprimés       | 2 065 | 82,83  |    |   |  |  |

### Rochechouart
- Maire sortant : Jean-Marie Rougier (PS)
- 27 sièges à pourvoir au conseil municipal (population légale 2011 : 3 778 habitants)
- 11 sièges à pourvoir au conseil communautaire (CC Porte Océane du Limousin)

|                          | Jean-Marie Rougier * | PS-PCF-EELV    | 1 271 | 100,00 | 27 | 11 |  |  |
|                          |                      |                |       |        |    |    |  |  |
| Inscrits                 | Inscrits             | Inscrits       | 2 796 | 100,00 |    |    |  |  |
| Abstentions              | Abstentions          | Abstentions    | 981   | 35,09  |    |    |  |  |
| Votants                  | Votants              | Votants        | 1 815 | 64,91  |    |    |  |  |
| Blancs et nuls           | Blancs et nuls       | Blancs et nuls | 544   | 29,97  |    |    |  |  |
| Exprimés                 | Exprimés             | Exprimés       | 1 271 | 70,03  |    |    |  |  |
| * Liste du maire sortant |                      |                |       |        |    |    |  |  |

### Saint-Brice-sur-Vienne
- Maire sortant : Sylvie Tuyéras
- 19 sièges à pourvoir au conseil municipal (population légale 2011 : 1 599 habitants)
- 3 sièges à pourvoir au conseil communautaire (CC Porte Océane du Limousin)

|                          | Sylvie Tuyéras * | PCF            | 730   | 100,00 | 19 | 3 |  |  |
|                          |                  |                |       |        |    |   |  |  |
| Inscrits                 | Inscrits         | Inscrits       | 1 248 | 100,00 |    |   |  |  |
| Abstentions              | Abstentions      | Abstentions    | 367   | 29,41  |    |   |  |  |
| Votants                  | Votants          | Votants        | 881   | 70,59  |    |   |  |  |
| Blancs et nuls           | Blancs et nuls   | Blancs et nuls | 151   | 17,14  |    |   |  |  |
| Exprimés                 | Exprimés         | Exprimés       | 730   | 82,86  |    |   |  |  |
| * Liste du maire sortant |                  |                |       |        |    |   |  |  |

### Saint-Gence
- Maire sortant : Alain Delhoume (PS)
- 19 sièges à pourvoir au conseil municipal (population légale 2011 : 2 035 habitants)
- 1 sièges à pourvoir au conseil communautaire (CU Limoges Métropole)

|                          | Alain Delhoume * | PS-PCF-EELV    | 739   | 100,00 | 19 | 1 |  |  |
|                          |                  |                |       |        |    |   |  |  |
| Inscrits                 | Inscrits         | Inscrits       | 1 588 | 100,00 |    |   |  |  |
| Abstentions              | Abstentions      | Abstentions    | 549   | 34,57  |    |   |  |  |
| Votants                  | Votants          | Votants        | 1 039 | 65,43  |    |   |  |  |
| Blancs et nuls           | Blancs et nuls   | Blancs et nuls | 300   | 28,87  |    |   |  |  |
| Exprimés                 | Exprimés         | Exprimés       | 739   | 71,13  |    |   |  |  |
| * Liste du maire sortant |                  |                |       |        |    |   |  |  |

### Saint-Germain-les-Belles
- Maire sortant : Marc Ditlecadet
- 15 sièges à pourvoir au conseil municipal (population légale 2011 : 1 165 habitants)
- 3 sièges à pourvoir au conseil communautaire (CC Briance Sud Haute-Vienne)

|                          | Marc Ditlecadet * | DVG            | 405 | 100,00 | 15 | 3 |  |  |
|                          |                   |                |     |        |    |   |  |  |
| Inscrits                 | Inscrits          | Inscrits       | 906 | 100,00 |    |   |  |  |
| Abstentions              | Abstentions       | Abstentions    | 282 | 31,13  |    |   |  |  |
| Votants                  | Votants           | Votants        | 624 | 68,87  |    |   |  |  |
| Blancs et nuls           | Blancs et nuls    | Blancs et nuls | 219 | 35,10  |    |   |  |  |
| Exprimés                 | Exprimés          | Exprimés       | 405 | 64,90  |    |   |  |  |
| * Liste du maire sortant |                   |                |     |        |    |   |  |  |

### Saint-Jouvent
- Maire sortant : Jean-Jacques Faucher
- 19 sièges à pourvoir au conseil municipal (population légale 2011 : 1 627 habitants)
- 5 sièges à pourvoir au conseil communautaire (CC Élan Limousin Avenir Nature)

|                          | Jean-Jacques Faucher * | PS             | 572   | 100,00 | 19 | 5 |  |  |
|                          |                        |                |       |        |    |   |  |  |
| Inscrits                 | Inscrits               | Inscrits       | 1 240 | 100,00 |    |   |  |  |
| Abstentions              | Abstentions            | Abstentions    | 440   | 35,48  |    |   |  |  |
| Votants                  | Votants                | Votants        | 800   | 64,52  |    |   |  |  |
| Blancs et nuls           | Blancs et nuls         | Blancs et nuls | 228   | 28,50  |    |   |  |  |
| Exprimés                 | Exprimés               | Exprimés       | 572   | 71,50  |    |   |  |  |
| * Liste du maire sortant |                        |                |       |        |    |   |  |  |

### Saint-Junien
- Maire sortant : Pierre Allard (ADS)
- 33 sièges à pourvoir au conseil municipal (population légale 2011 : 11 506 habitants)
- 15 sièges à pourvoir au conseil communautaire (CC Porte Océane du Limousin)

|                          | Pierre Allard * | PS-PCF-EELV-ADS | 4 006 | 100,00 | 33 | 15 |  |  |
|                          |                 |                 |       |        |    |    |  |  |
| Inscrits                 | Inscrits        | Inscrits        | 8 360 | 100,00 |    |    |  |  |
| Abstentions              | Abstentions     | Abstentions     | 3 251 | 38,89  |    |    |  |  |
| Votants                  | Votants         | Votants         | 5 109 | 61,11  |    |    |  |  |
| Blancs et nuls           | Blancs et nuls  | Blancs et nuls  | 1 103 | 21,59  |    |    |  |  |
| Exprimés                 | Exprimés        | Exprimés        | 4 006 | 78,41  |    |    |  |  |
| * Liste du maire sortant |                 |                 |       |        |    |    |  |  |

### Saint-Just-le-Martel
- Maire sortant : Gérard Vandenbroucke (PS)
- 23 sièges à pourvoir au conseil municipal (population légale 2011 : 2 541 habitants)
- 1 sièges à pourvoir au conseil communautaire (CU Limoges Métropole)

|                          | Gérard Vandenbroucke * | PS             | 843   | 60,64  | 19 | 1 |  |  |
|                          | André Gaillard         | UMP            | 547   | 39,35  | 4  |   |  |  |
|                          |                        |                |       |        |    |   |  |  |
| Inscrits                 | Inscrits               | Inscrits       | 1 914 | 100,00 |    |   |  |  |
| Abstentions              | Abstentions            | Abstentions    | 435   | 22,73  |    |   |  |  |
| Votants                  | Votants                | Votants        | 1 479 | 77,27  |    |   |  |  |
| Blancs et nuls           | Blancs et nuls         | Blancs et nuls | 89    | 6,02   |    |   |  |  |
| Exprimés                 | Exprimés               | Exprimés       | 1 390 | 93,98  |    |   |  |  |
| * Liste du maire sortant |                        |                |       |        |    |   |  |  |

### Saint-Laurent-sur-Gorre
- Maire sortant : Alain Blond
- 15 sièges à pourvoir au conseil municipal (population légale 2011 : 1 424 habitants)
- 7 sièges à pourvoir au conseil communautaire (CC Ouest Limousin)

|                          | Alain Blond *      | DVD            | 369   | 50,34  | 12 | 6 |  |  |
|                          | Jean-Pierre Pataud | DVG            | 364   | 49,65  | 3  | 1 |  |  |
|                          |                    |                |       |        |    |   |  |  |
| Inscrits                 | Inscrits           | Inscrits       | 1 067 | 100,00 |    |   |  |  |
| Abstentions              | Abstentions        | Abstentions    | 262   | 24,55  |    |   |  |  |
| Votants                  | Votants            | Votants        | 805   | 75,45  |    |   |  |  |
| Blancs et nuls           | Blancs et nuls     | Blancs et nuls | 72    | 8,94   |    |   |  |  |
| Exprimés                 | Exprimés           | Exprimés       | 733   | 91,06  |    |   |  |  |
| * Liste du maire sortant |                    |                |       |        |    |   |  |  |

### Saint-Léonard-de-Noblat
- Maire sortant : Christine Riffaud (SE)
- 27 sièges à pourvoir au conseil municipal (population légale 2011 : 4 621 habitants)
- 7 sièges à pourvoir au conseil communautaire (CC de Noblat)

| Tête de liste            | Tête de liste       | Liste          | Premier tour | Premier tour | Second tour | Second tour | Sièges | Sièges |
| Tête de liste            | Tête de liste       | Liste          | Voix         | %            | Voix        | %           | CM     | CC     |
| ------------------------ | ------------------- | -------------- | ------------ | ------------ | ----------- | ----------- | ------ | ------ |
|                          | Alain Darbon        | PS             | 1 165        | 47,74        | 1 260       | 51,11       | 21     | 6      |
|                          | Christine Riffaud * | DVG            | 642          | 26,31        | 615         | 24,94       | 3      | 1      |
|                          | Hervé Coulaud       | UMP            | 633          | 25,94        | 590         | 23,93       | 3      |        |
|                          |                     |                |              |              |             |             |        |        |
| Inscrits                 | Inscrits            | Inscrits       | 3 570        | 100,00       | 3 570       | 100,00      |        |        |
| Abstentions              | Abstentions         | Abstentions    | 946          | 26,50        | 979         | 27,42       |        |        |
| Votants                  | Votants             | Votants        | 2 624        | 73,50        | 2 591       | 72,58       |        |        |
| Blancs et nuls           | Blancs et nuls      | Blancs et nuls | 184          | 7,01         | 126         | 4,86        |        |        |
| Exprimés                 | Exprimés            | Exprimés       | 2 440        | 92,99        | 2 465       | 95,14       |        |        |
| * Liste du maire sortant |                     |                |              |              |             |             |        |        |

### Saint-Mathieu
- Maire sortant : Bertrand Grégaux
- 15 sièges à pourvoir au conseil municipal (population légale 2011 : 1 161 habitants)
- 4 sièges à pourvoir au conseil communautaire (CC Ouest Limousin)

|                | Agnès Varachaud | DVG            | 382 | 100,00 | 15 | 4 |  |  |
|                |                 |                |     |        |    |   |  |  |
| Inscrits       | Inscrits        | Inscrits       | 895 | 100,00 |    |   |  |  |
| Abstentions    | Abstentions     | Abstentions    | 244 | 27,26  |    |   |  |  |
| Votants        | Votants         | Votants        | 651 | 72,74  |    |   |  |  |
| Blancs et nuls | Blancs et nuls  | Blancs et nuls | 269 | 41,32  |    |   |  |  |
| Exprimés       | Exprimés        | Exprimés       | 382 | 58,68  |    |   |  |  |

### Saint-Maurice-les-Brousses
- Maire sortant : Georges Dargentolle
- 15 sièges à pourvoir au conseil municipal (population légale 2011 : 1 008 habitants)
- 3 sièges à pourvoir au conseil communautaire (CC Pays de Nexon-Monts de Châlus)

|                          | Georges Dargentolle * | DVG            | 369 | 100,00 | 15 | 3 |  |  |
|                          |                       |                |     |        |    |   |  |  |
| Inscrits                 | Inscrits              | Inscrits       | 666 | 100,00 |    |   |  |  |
| Abstentions              | Abstentions           | Abstentions    | 158 | 23,72  |    |   |  |  |
| Votants                  | Votants               | Votants        | 508 | 76,28  |    |   |  |  |
| Blancs et nuls           | Blancs et nuls        | Blancs et nuls | 139 | 27,36  |    |   |  |  |
| Exprimés                 | Exprimés              | Exprimés       | 369 | 72,64  |    |   |  |  |
| * Liste du maire sortant |                       |                |     |        |    |   |  |  |

### Saint-Paul
- Maire sortant : Paul Duchez
- 15 sièges à pourvoir au conseil municipal (population légale 2011 : 1 253 habitants)
- 3 sièges à pourvoir au conseil communautaire (CC de Noblat)

|                          | Josiane Rouchut | DVG            | 450   | 57,17  | 12 | 2 |  |  |
|                          | Paul Duchez *   | SE             | 337   | 42,82  | 3  | 1 |  |  |
|                          |                 |                |       |        |    |   |  |  |
| Inscrits                 | Inscrits        | Inscrits       | 1 033 | 100,00 |    |   |  |  |
| Abstentions              | Abstentions     | Abstentions    | 187   | 18,10  |    |   |  |  |
| Votants                  | Votants         | Votants        | 846   | 81,90  |    |   |  |  |
| Blancs et nuls           | Blancs et nuls  | Blancs et nuls | 59    | 6,97   |    |   |  |  |
| Exprimés                 | Exprimés        | Exprimés       | 787   | 93,03  |    |   |  |  |
| * Liste du maire sortant |                 |                |       |        |    |   |  |  |

### Saint-Priest-sous-Aixe
- Maire sortant : Philippe Barry
- 19 sièges à pourvoir au conseil municipal (population légale 2011 : 1 622 habitants)
- 3 sièges à pourvoir au conseil communautaire (CC du Val de Vienne)

|                          | Philippe Barry * | DVG            | 725   | 100,00 | 19 | 3 |  |  |
|                          |                  |                |       |        |    |   |  |  |
| Inscrits                 | Inscrits         | Inscrits       | 1 328 | 100,00 |    |   |  |  |
| Abstentions              | Abstentions      | Abstentions    | 382   | 28,77  |    |   |  |  |
| Votants                  | Votants          | Votants        | 946   | 71,23  |    |   |  |  |
| Blancs et nuls           | Blancs et nuls   | Blancs et nuls | 221   | 23,36  |    |   |  |  |
| Exprimés                 | Exprimés         | Exprimés       | 725   | 76,64  |    |   |  |  |
| * Liste du maire sortant |                  |                |       |        |    |   |  |  |

### Saint-Priest-Taurion
- Maire sortant : Bernard Dupin (DVG)
- 23 sièges à pourvoir au conseil municipal (population légale 2011 : 2 807 habitants)
- 6 sièges à pourvoir au conseil communautaire (CC Élan Limousin Avenir Nature)

|                          | Bernard Dupin * | DVG            | 1 148 | 80,11  | 21 | 6 |  |  |
|                          | Éric Bénard     | PS             | 285   | 19,88  | 2  |   |  |  |
|                          |                 |                |       |        |    |   |  |  |
| Inscrits                 | Inscrits        | Inscrits       | 2 284 | 100,00 |    |   |  |  |
| Abstentions              | Abstentions     | Abstentions    | 706   | 30,91  |    |   |  |  |
| Votants                  | Votants         | Votants        | 1 578 | 69,09  |    |   |  |  |
| Blancs et nuls           | Blancs et nuls  | Blancs et nuls | 145   | 9,19   |    |   |  |  |
| Exprimés                 | Exprimés        | Exprimés       | 1 433 | 90,81  |    |   |  |  |
| * Liste du maire sortant |                 |                |       |        |    |   |  |  |

### Saint-Sulpice-les-Feuilles
- Maire sortant : Hervé Bernard
- 15 sièges à pourvoir au conseil municipal (population légale 2011 : 1 210 habitants)
- 4 sièges à pourvoir au conseil communautaire (CC Haut-Limousin en Marche)

|                          | Alain Jouanny   | SE             | 374   | 54,43  | 12 | 3 |  |  |
|                          | Hervé Bernard * | SE             | 313   | 45,56  | 3  | 1 |  |  |
|                          |                 |                |       |        |    |   |  |  |
| Inscrits                 | Inscrits        | Inscrits       | 1 055 | 100,00 |    |   |  |  |
| Abstentions              | Abstentions     | Abstentions    | 263   | 24,93  |    |   |  |  |
| Votants                  | Votants         | Votants        | 792   | 75,07  |    |   |  |  |
| Blancs et nuls           | Blancs et nuls  | Blancs et nuls | 105   | 13,26  |    |   |  |  |
| Exprimés                 | Exprimés        | Exprimés       | 687   | 86,74  |    |   |  |  |
| * Liste du maire sortant |                 |                |       |        |    |   |  |  |

### Saint-Victurnien
- Maire sortant : Jean Duchambon
- 19 sièges à pourvoir au conseil municipal (population légale 2011 : 1 699 habitants)
- 3 sièges à pourvoir au conseil communautaire (CC Porte Océane du Limousin)

|                          | Jean Duchambon * | DVG            | 692   | 100,00 | 19 | 3 |  |  |
|                          |                  |                |       |        |    |   |  |  |
| Inscrits                 | Inscrits         | Inscrits       | 1 351 | 100,00 |    |   |  |  |
| Abstentions              | Abstentions      | Abstentions    | 412   | 30,50  |    |   |  |  |
| Votants                  | Votants          | Votants        | 939   | 69,50  |    |   |  |  |
| Blancs et nuls           | Blancs et nuls   | Blancs et nuls | 247   | 26,30  |    |   |  |  |
| Exprimés                 | Exprimés         | Exprimés       | 692   | 73,70  |    |   |  |  |
| * Liste du maire sortant |                  |                |       |        |    |   |  |  |

### Saint-Yrieix-la-Perche
- Maire sortant : Daniel Boisserie (PS)
- 29 sièges à pourvoir au conseil municipal (population légale 2011 : 6 887 habitants)
- 13 sièges à pourvoir au conseil communautaire (CC du Pays de Saint-Yrieix)

|                          | Daniel Boisserie * | PS             | 2 635 | 100,00 | 29 | 13 |  |  |
|                          |                    |                |       |        |    |    |  |  |
| Inscrits                 | Inscrits           | Inscrits       | 5 730 | 100,00 |    |    |  |  |
| Abstentions              | Abstentions        | Abstentions    | 1 920 | 33,51  |    |    |  |  |
| Votants                  | Votants            | Votants        | 3 810 | 66,49  |    |    |  |  |
| Blancs et nuls           | Blancs et nuls     | Blancs et nuls | 1 175 | 30,84  |    |    |  |  |
| Exprimés                 | Exprimés           | Exprimés       | 2 635 | 69,16  |    |    |  |  |
| * Liste du maire sortant |                    |                |       |        |    |    |  |  |

### Séreilhac
- Maire sortant : Jean-Pierre Bouissou
- 19 sièges à pourvoir au conseil municipal (population légale 2011 : 1 854 habitants)
- 4 sièges à pourvoir au conseil communautaire (CC du Val de Vienne)

|                | Éric Maneuf    | DVG            | 705   | 100,00 | 19 | 4 |  |  |
|                |                |                |       |        |    |   |  |  |
| Inscrits       | Inscrits       | Inscrits       | 1 420 | 100,00 |    |   |  |  |
| Abstentions    | Abstentions    | Abstentions    | 453   | 31,90  |    |   |  |  |
| Votants        | Votants        | Votants        | 967   | 68,10  |    |   |  |  |
| Blancs et nuls | Blancs et nuls | Blancs et nuls | 262   | 27,09  |    |   |  |  |
| Exprimés       | Exprimés       | Exprimés       | 705   | 72,91  |    |   |  |  |

### Solignac
- Maire sortant : Yvette Aubisse
- 19 sièges à pourvoir au conseil municipal (population légale 2011 : 1 510 habitants)
- 1 sièges à pourvoir au conseil communautaire (CU Limoges Métropole)

|                          | Yvette Aubisse * | DVG            | 500   | 53,36  | 15 | 1 |  |  |
|                          | Jacques Pagnoux  | DVD            | 223   | 23,79  | 2  |   |  |  |
|                          | Pascaline Lallet | DVD            | 214   | 22,83  | 2  |   |  |  |
|                          |                  |                |       |        |    |   |  |  |
| Inscrits                 | Inscrits         | Inscrits       | 1 299 | 100,00 |    |   |  |  |
| Abstentions              | Abstentions      | Abstentions    | 320   | 24,63  |    |   |  |  |
| Votants                  | Votants          | Votants        | 979   | 75,37  |    |   |  |  |
| Blancs et nuls           | Blancs et nuls   | Blancs et nuls | 42    | 4,29   |    |   |  |  |
| Exprimés                 | Exprimés         | Exprimés       | 937   | 95,71  |    |   |  |  |
| * Liste du maire sortant |                  |                |       |        |    |   |  |  |

### Verneuil-sur-Vienne
- Maire sortant : Pascal Robert (PS)
- 27 sièges à pourvoir au conseil municipal (population légale 2011 : 4 495 habitants)
- 2 sièges à pourvoir au conseil communautaire (CU Limoges Métropole)

|                          | Pascal Robert * | PS             | 1 362 | 58,30  | 22 | 2 |  |  |
|                          | Guy Bernard     | DVD            | 569   | 24,35  | 3  |   |  |  |
|                          | Edith Valade    | FG             | 405   | 17,33  | 2  |   |  |  |
|                          |                 |                |       |        |    |   |  |  |
| Inscrits                 | Inscrits        | Inscrits       | 3 407 | 100,00 |    |   |  |  |
| Abstentions              | Abstentions     | Abstentions    | 823   | 24,16  |    |   |  |  |
| Votants                  | Votants         | Votants        | 2 584 | 75,84  |    |   |  |  |
| Blancs et nuls           | Blancs et nuls  | Blancs et nuls | 248   | 9,60   |    |   |  |  |
| Exprimés                 | Exprimés        | Exprimés       | 2 336 | 90,40  |    |   |  |  |
| * Liste du maire sortant |                 |                |       |        |    |   |  |  |

### Veyrac
- Maire sortant : Nancette Mazière
- 19 sièges à pourvoir au conseil municipal (population légale 2011 : 2 011 habitants)
- 1 sièges à pourvoir au conseil communautaire (CU Limoges Métropole)

|                | Jean-Noël Joubert  | DVG- PCF       | 604   | 53,26  | 15 | 1 |  |  |
|                | Dominique Floucaud | SE             | 530   | 46,73  | 4  |   |  |  |
|                |                    |                |       |        |    |   |  |  |
| Inscrits       | Inscrits           | Inscrits       | 1 574 | 100,00 |    |   |  |  |
| Abstentions    | Abstentions        | Abstentions    | 352   | 22,36  |    |   |  |  |
| Votants        | Votants            | Votants        | 1 222 | 77,64  |    |   |  |  |
| Blancs et nuls | Blancs et nuls     | Blancs et nuls | 88    | 7,20   |    |   |  |  |
| Exprimés       | Exprimés           | Exprimés       | 1 134 | 92,80  |    |   |  |  |

### Vicq-sur-Breuilh
- Maire sortant : Christine Gérardin-Neuville
- 15 sièges à pourvoir au conseil municipal (population légale 2011 : 1 332 habitants)
- 3 sièges à pourvoir au conseil communautaire (CC Briance Sud Haute-Vienne)

|                          | Christine De Neuville * | DVD            | 515   | 71,03  | 13 | 3 |  |  |
|                          | Philippe Geraudie       | PS             | 210   | 28,96  | 2  |   |  |  |
|                          |                         |                |       |        |    |   |  |  |
| Inscrits                 | Inscrits                | Inscrits       | 1 107 | 100,00 |    |   |  |  |
| Abstentions              | Abstentions             | Abstentions    | 301   | 27,19  |    |   |  |  |
| Votants                  | Votants                 | Votants        | 806   | 72,81  |    |   |  |  |
| Blancs et nuls           | Blancs et nuls          | Blancs et nuls | 81    | 10,05  |    |   |  |  |
| Exprimés                 | Exprimés                | Exprimés       | 725   | 89,95  |    |   |  |  |
| * Liste du maire sortant |                         |                |       |        |    |   |  |  |